# George Fochive
George Fochive (Washington, 24 marzo 1992) è un ex calciatore statunitense, di ruolo centrocampista.

## Carriera

### Club

#### Gli inizi
Di origini camerunesi, ha vissuto i primi dieci anni della sua vita in Francia, dove ha giocato a calcio presso il Lycée Godefroy de Bouillon di Clermont-Ferrand. Nel 2010 ha iniziato la sua carriera nel calcio universitario con l'Hawaii Pacific University, rappresentandola per due anni di seguito, prima di trasferirsi all'UConn nel 2012.
Mentre era al liceo, ha anche militato nei Real Maryland Monarchs, formazione della USL PDL, tra il 2011 e il 2012.

#### Professionismo
Fu scelto nel corso del terzo giro (39º assoluto) del SuperDraft MLS 2014 dai Portland Timbers, con cui ha firmato un contratto nel febbraio 2014.
Tuttavia, il club di Portland decide di girarlo in prestito alla sua filiale, il Sacramento Republic, militante nella USL Pro, facendo il suo esordio il 27 aprile 2014 nella sconfitta per 1-2 con gli Harrisburg City Islanders.
Nel febbraio 2016, si trasferisce in Europa ai danesi del Viborg. Ha lasciato il club nel dicembre 2018.
Il 12 gennaio 2019 firma un contratto con gli  israeliani dell'Hapoel Hadera.
Il 16 luglio 2020 viene acquistato dall'Hapoel Kfar Saba.

## Statistiche

### Presenze e reti nei club
Statistiche aggiornate al 19 agosto 2021.
| Stagione             | Squadra              | Campionato           | Campionato | Campionato | Coppe nazionali | Coppe nazionali | Coppe nazionali | Coppe continentali | Coppe continentali | Coppe continentali | Altre coppe | Altre coppe | Altre coppe | Totale | Totale |
| Stagione             | Squadra              | Comp                 | Pres       | Reti       | Comp            | Pres            | Reti            | Comp               | Pres               | Reti               | Comp        | Pres        | Reti        | Pres   | Reti   |
| -------------------- | -------------------- | -------------------- | ---------- | ---------- | --------------- | --------------- | --------------- | ------------------ | ------------------ | ------------------ | ----------- | ----------- | ----------- | ------ | ------ |
| 2014                 | Portland Timbers     | MLS                  | 0          | 0          | USOC            | 1               | 0               | CCL                | 1                  | 0                  |             | -           | -           | 2      | 0      |
| 2014                 | Sacramento Republic  | USLPD                | 11         | 0          | USOC            | 0               | 0               |                    | -                  | -                  |             | -           | -           | 11     | 0      |
| 2015                 | Portland Timbers     | MLS                  | 12         | 0          | USOC            | 2               | 0               |                    | -                  | -                  |             | -           | -           | 14     | 0      |
| 2015                 | Portland Timbers 2   | USL                  | 8          | 4          | USOC            | 0               | 0               |                    | -                  | -                  |             | -           | -           | 8      | 4      |
| feb.-mag. 2016       | Viborg               | SL                   | 8          | 0          |                 | -               | -               |                    | -                  | -                  |             | -           | -           | 8      | 0      |
| 2016-2017            | Viborg               | SL                   | 12         | 0          | CD              | 0               | 0               |                    | -                  | -                  |             | -           | -           | 12     | 0      |
| 2017-2018            | Viborg               | 1D                   | 26         | 2          | CD              | 0               | 0               |                    | -                  | -                  |             | -           | -           | 26     | 2      |
| lug-dic. 2018        | Viborg               | 1D                   | 18         | 1          | CD              | 0               | 0               |                    | -                  | -                  |             | -           | -           | 18     | 1      |
| Totale Viborg        | Totale Viborg        | Totale Viborg        | 64         | 3          |                 | 0               | 0               |                    | -                  | -                  |             | -           | -           | 64     | 3      |
| gen.-mag. 2019       | Hapoel Hadera        | LhA                  | 15         | 2          | CI              | 4               | 0               |                    | -                  | -                  |             | -           | -           | 19     | 2      |
| 2019-2020            | Hapoel Hadera        | LhA                  | 25         | 1          | CI+TC           | 0+4             | 0               |                    | -                  | -                  |             | -           | -           | 29     | 2      |
| Totale Hapoel Hadera | Totale Hapoel Hadera | Totale Hapoel Hadera | 40         | 3          |                 | 8               | 0               |                    | -                  | -                  |             | -           | -           | 48     | 3      |
| 2020-feb. 2021       | Hapoel Kfar Saba     | LhA                  | 17         | 0          | TC              | 4               | 0               |                    | -                  | -                  |             | -           | -           | 21     | 0      |
| feb.-mag. 2021       | Bnei Yehuda          | LhA                  | 7          | 1          | CI              | 0               | 0               |                    | -                  | -                  |             | -           | -           | 7      | 1      |
| 2021                 | Portland Timbers     | MLS                  | 7          | 1          |                 | -               | -               |                    | -                  | -                  |             | -           | -           | 1      | 0      |
| Totale carriera      | Totale carriera      | Totale carriera      | 166        | 12         |                 | 15              | 0               |                    | 1                  | 0                  |             | -           | -           | 182    | 12     |

## Palmarès

### Club

#### Competizioni nazionali
- Campionato MLS: 1

Portland Timbers: 2015